# Jan Hundling

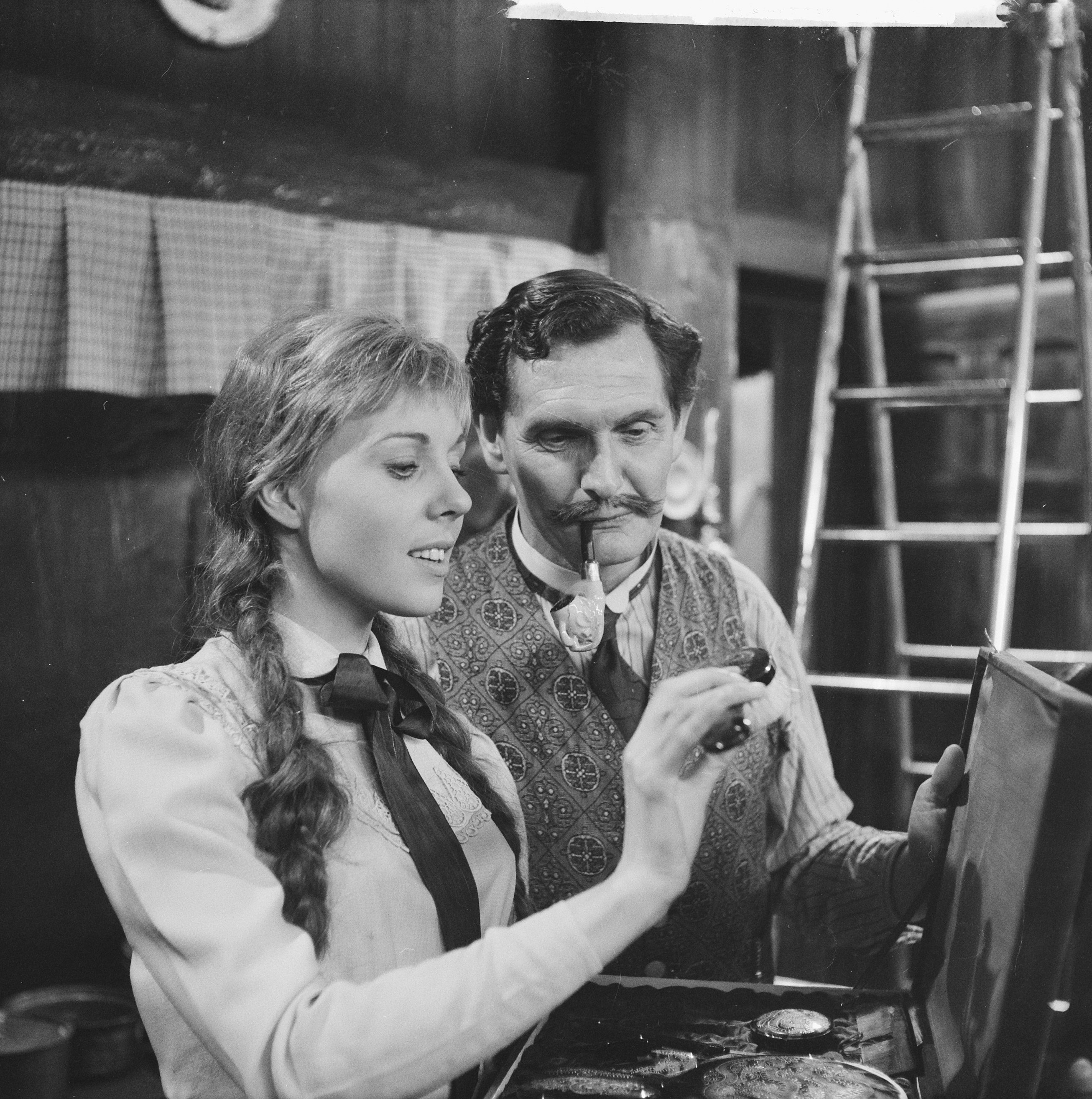
Jan Hundling en Liesbeth Struppert in
"Ik herinner mij mama" van John Van Druten

Jan Cornelis (Jan) Hündling (Amsterdam, 13 november 1914 - 3 maart 2003) was een Nederlands acteur. Hoewel zijn naam officieel met een umlaut geschreven werd, gebruikte hij zelf altijd de spelling zonder.
Hundling doorliep de mulo in Haarlem. Na de Tweede Wereldoorlog debuteerde hij bij het Cabaret De Rode Lantaarn van Jan Lemaire jr. Hij speelde bij grote gezelschappen als het Nederlands Volkstoneel, Puck en de Nederlandse Comedie, maar werd toch vooral bekend als acteur op televisie. Zo speelde hij de tovenaar in Flip de Tovenaarsleerling. Zijn bekendste rol is waarschijnlijk die van schoolmeester Bongaerts in Dagboek van een herdershond. Een van zijn laatste rollen was die van prins Claus in de televisieserie Flodder.

## Televisie
- School der dapperen (1952/1953, KRO)
- Miss Sherlock Holmes (1954/1955, KRO)
- Verloren zonen (1956/1957, AVRO)
- Flip de Tovenaarsleerling (1961/1964, KRO)
- Onder één dak
- Het meisje met de blauwe hoed (1973, NCRV)
- Klaverweide (1975/1977) VARA
- Pipo en het Grachtengeheim (1975/1976, VARA)
- Hollands Glorie 1977/1978, AVRO
- Kunt u mij de weg naar Hamelen vertellen, mijnheer? 1975/1976, KRO)
- Uit de wereld van Guy de Maupassant
- Dubbelleven
- De Marseillaanse Trilogie (1977, KRO)
- Tussen wal en schip (1977, VARA)
- Dagboek van een herdershond (1978/1979/1980, KRO)
- De Weg (1983, KRO)

## Film
- Kermis in de regen (1962)
- Het raam (1973)
- Twee vorstinnen en een vorst (1981)